# Dżamble
Dżamble – polska grupa jazz-rockowa, powstała we wrześniu 1966 roku w Krakowie.

## Działalność zespołu
Pierwszy skład zespołu tworzyli: Jan Kaleta (śpiew), Wiesław Wilczkiewicz (gitara), Jerzy Horwath (fortepian, organy), Tadeusz Gogosz (gitara basowa), Jan Budziaszek (perkusja), Edward Anioł (saksofon tenorowy) i Czesław Styczeń (puzon). Pomysłodawcą nazwy zespołu był menedżer Igor Jarecki. Grupa Dżamble byli wówczas związana z Piwnicą pod Baranami. Wykonywała własne wersje standardów, np. My Funny Valentine i jazzujące piosenki autorstwa Kalety. Wystąpiła podczas krakowskich „Zaduszek Jazzowych”, po czym przerwała działalność w lutym 1967 roku.
Rozpadł się również drugi skład reaktywowanej jesienią 1967 roku formacji w której skład wchodzili: W. Wilczkewicz, Marian Koster (śpiew), Marian Pawlik (gitara basowa), Andrzej Ibek (pianino, organy) i Benedykt Radecki (perkusja). W marcu 1968 roku Wilczkiewicz, Ibek i Radecki zasilili skład zespołu Burano and Leske Rom.
Dżamble reaktywowały się ponownie jesienią 1968 r. pod patronatem krakowskiego klubu jazzowego Helikon. Trzon grupy tworzyli jej dawni członkowie – J. Horwath, M. Pawlik, B. Radecki. Po muzycznych epizodach z Jolantą Borusiewicz i Markiem Pawlakiem, z początkiem 1969 roku dołączył utalentowany samouk Andrzej Zaucha. Od tego momentu skład zespołu się ustabilizował. Od marca 1969 do maja 1972 roku zespół był kwartetem (bez Wilczkiewicza). Przez krótki okres z zespołem współpracował gitarzysta Jacek Konopka.
Rok 1969 okazał się przełomowy dla Dżambli, które zadebiutowały na kilku ważnych festiwalach muzycznych, m.in. na Studenckim Festiwalu Jazzowym Jazz nad Odrą we Wrocławiu (Nagroda specjalna dla zespołu, Nagroda indywidualna dla A. Zauchy), na IV Festiwalu Piosenki Studenckiej w Krakowie (1. nagroda dla A. Zauchy) i na II Młodzieżowym Festiwalu Muzycznym w Rybniku i Chorzowie (1 nagroda dla zespołu, 2 i 3 nagroda dla A. Zauchy). Wiosną 1969 r. zespół koncertował w Czechosłowacji i na Węgrzech, gdzie zrobił furorę.
W czerwcu 1969 roku dokonał swoich pierwszych nagrań dla Młodzieżowego Studia Rytm w Warszawie, a także dla Rozgłośni Polskiego Radia w Krakowie, wziął udział w koncercie Popołudnie z młodością w ramach VII Krajowego Festiwalu Piosenki Polskiej w Opolu oraz wystąpił w programie Telewizyjny Ekran Młodych (1969). Krakowska formacja umiejętnie łączyła brzmienie jazzu z rockiem i rhythm and bluesem, stając się czołowym przedstawicielem jazz-rockowego nurtu w Polsce. Współpracowała z czołowymi polskimi jazzmanami – takimi jak: Janusz Muniak, Tomasz Stańko, Zbigniew Seifert czy Michał Urbaniak. Zespół został uznany Odkryciem Roku 1969 w plebiscycie miesięcznika Jazz.
W kolejnym roku zespół występował w widowisku Studenckie Variete (styczeń 1970), w Sali Kongresowej przed brytyjską grupą The Marmalade (luty 1970), w Sztokholmie (marzec 1970), na Lubelskich Spotkaniach Wokalistów Jazzowych (kwiecień 1970) na VIII Krajowym Festiwalu Piosenki Polskiej w Opolu (czerwiec 1970), a także przez tydzień w Casino Jazz At Night u Zofii Komedowej w Sopocie (lato 1970), w tzw. starej Stodole w Warszawie przed Blood, Sweat and Tears (jesień 1970), na XII Jazz Jamboree (pod koniec roku 1970) oraz na „Zaduszkach Jazzowych” w Krakowie (grudzień 1970). Jednym z ważniejszych programów, jakie Dżamble zrealizowały dla Telewizji Polskiej, jest Ekran z Bratkiem (TVP3 Kraków, 1970), który zawiera piosenki Jerzego Kaszyckiego (autor muzyki) i Tadeusza Śliwiaka (autor tekstów) – tematycznie związane z historią Krakowa. Jesienią 1970 roku z zespołem rozstał się perkusista Benedykt Radecki, zaś jego miejsce zajął Jerzy Bezucha.
W lutym 1971 r. Dżamble zarejestrowała swój debiutancki album pt. Wołanie o słońce nad światem (wyd. Polskie Nagrania „Muza”), który cieszył się w owym czasie popularnością.
Na płytę złożyło się 9 kompozycji z lat 1969–70. J. Horwath, M. Pawlik i A. Zaucha skomponowali muzykę do tekstów autorów, którzy pisali dla zespołu już wcześniej, a byli to: Leszek Aleksander Moczulski, Tadeusz Śliwiak, Jerzy Ficowski i Adam Kawa. W nagraniu krążka wzięli udział gościnnie: Marek Ałaszewski z zespołu Klan (śpiew), Marek Pawlak (śpiew) oraz muzycy jazzowi, którzy koncertowali i nagrywali z zespołem wcześniej, tj.: Janusz Muniak (m.in. solo na flecie w utworze Naga rzeka i partie saksofonu sopranowego w utworze Dziewczyna w którą wierzę), Tomasz Stańko (trąbka, cowbell w utworze Dziewczyna w którą wierzę), Zbigniew Seifert (saksofon altowy), Michał Urbaniak (saksofon, skrzypce elektryczne – m.in. solówki w utworach Święto strachów i Muszę mieć dziewczynę) oraz dwaj perkusjonaliści: Józef Gawrych i Jerzy Bartz.
Dzięki temu muzyka zawarta na krążku wyróżniała się bogactwem faktury brzmieniowej. W utworze Masz przewrócone w głowie można usłyszeć potęgę sekcji dętej w osobach Urbaniak, Muniak, Seifert, Stańko – powiedział Marian Pawlik. Dojrzałe teksty utworów, oryginalność kompozycji i łatwo rozpoznawalny styl wokalny Zauchy – stanowiły o wysokiej pozycji dzieła. Z powodu konfliktu z ówczesnym kierownikiem muzycznym Polskich Nagrań, nie doszło do realizacji drugiego longplaya Dżambli. W roku 1971 zespół dokonał kilku nagrań radiowych (m.in. Pieśń dokerów z Luandy) i zdobył kolejne laury na festiwalu Jazz nad Odrą, a była to nagroda specjalna dla krakowskiej formacji oraz wyróżnienie dla Jerzego Bezuchy i II nagroda dla Jerzego Horwatha w kategorii instrumentalistów.
W maju 1972 roku Dżamble rozpadły się po raz kolejny. A. Zaucha związał się z grupą Anawa, zaś pozostali muzycy rozpoczęli współpracę z innymi wykonawcami. Zespół odrodził się ponownie po sześciu latach, z końcem 1978 roku. Andrzejowi Zausze, Marianowi Pawlikowi i Benedyktowi Radeckiemu towarzyszyli byli muzycy zespołu Jazz Life: Ryszard Styła (gitara), Stefan Sendecki (instrumenty klawiszowe) i Ryszard Kwaśniewski (saksofon, klarnet). Wiosną 1979 roku miejsce Styły zajął Wiesław Wilczkiewicz. Jednakże w 1980 Styła wrócił na miejsce odchodzącego Wilczkiewicza, zaś basistę M. Pawlika zastąpił jego brat Andrzej Pawlik. W tych składach grupa dawała koncerty i nagrywała utwory własne, a także innych wykonawców, takich jak: Maanam (1979) czy Maryla Rodowicz (1981). Nie odzyskała jednak dawnej popularności, czego konsekwencją było ostateczne zakończenie działalności w 1981 roku.

## Dyskografia

### Albumy
- 1971: Wołanie o słońce nad światem (LP, Polskie Nagrania „Muza” SXL-0704); reedycja w latach 1987, 1993, 2002, 2013[9]

### Single
- 1979: Jak zmienić świat / Just The Way You Are (SP, Tonpress S-268)
- 1979: Szczęście nosi twoje imię / Lady Love (SP, Tonpress S-294)
- 1979: Bezsenność we dwoje / Jeszcze w sercu radość (SP, Tonpress S-299)

### Pocztówki dźwiękowe
- 1970: Opuść moje sny (Pocztówka, Ruch R-0212)
- 1971: Szczęście nosi twoje imię (Pocztówka, Ruch R-0260)
- 1971: Muszę mieć dziewczynę (Pocztówka, Ruch R-0265)

### Kompilacje
- 1970: Przeboje Non Stop (LP, Muza SXL-0624)
- 1970: Discorama (LP, Pronit SXL-0673)
- 1971: Dyskoteka 1 (LP, Muza SXL-0765)
- 1971: Dyskoteka 2 (LP, Muza SXL-0775)
- 2017: Każdy marzy, każdy śni (CD, GAD Records GAD CD 063 – nagrania radiowe z 1979 roku)[10]
- 2018: Święto strachów (LP, Kameleon Records KAMLP 21 – zbiór nagrań radiowych z lat 1969–1970)[11]
- 2021: Stefan Sendecki – Paranoja (CD, GAD Records GAD CD 161 – nagrania radiowe z 1980 roku: Pierwszy zestaw, For My Lady, Tresowany szczur)[12][5]
- 2022: W noc i w dzień (LP, Kameleon Records KAMLP 33 – zbiór nagrań radiowych i telewizyjnych z lat 1969–1972)[13]
- 2024: W noc i w dzień. Nagrania archiwalne z lat 1969–1972 (KAMCD 127/128/129)[14]

## Charakterystyka repertuaru zespołu
Zespół wykonywał własne kompozycje oraz standardy rhythm and bluesowe i jazzowe.

## Wybrany repertuar autorski
- Bezsenność we dwoje
- Hej, pomóżcie ludzie
- Masz przewrócone w głowie
- Opuść moje sny
- Wołanie o słońce nad światem
- Wymyśliłem ciebie
- Święto strachów
- Muszę mieć dziewczynę
- Naga rzeka
- Dziewczyna w którą wierzę

## Dalsze losy członków zespołu
Na podstawie: https://web.archive.org/web/20080420054637/http://arzachel.w.interia.pl/dzamble.html
Andrzej Zaucha w 1980 roku rozpoczął karierę solową piosenkarską i aktorską. Zginął tragicznie 10 października 1991 r., zastrzelony przez francuskiego reżysera, za romans z jego żoną Zuzanną Leśniak.
Jerzy Bezucha był aktywnym muzykiem jazzowym. Zginął w wypadku samochodowym 30 stycznia 1994 roku.
Marian Pawlik jest cenionym muzykiem jazzowym, do dzisiaj aktywnym. Ponadto wyrabia kontrabasy i gitary jazzowe we własnej pracowni artystycznej w Krakowie.
Benedykt Radecki współpracował z zespołami: Niebiesko-Czarni (listopad 1970 – listopad 1971), Extra Ball, Wały Jagiellońskie i Maanam.
Jerzy Horwath jako Jerry Horwath mieszkał w Szwecji, gdzie był aktywnym muzykiem. Występował z własnym zespołem Jerry H. Band, jak również grając w innych zespołach, m.in. BBK Band. Występował jako muzyk towarzyszący szwedzkiej śpiewaczce operowej i skrzypaczce Monie Rosell podczas występów w Szwecji i poza jej granicami. Zmarł 18 maja 2018 roku w Sztokholmie.
Jest autorem kompozycji zawartych na płycie zatytułowanej Wbrew pozorom (nagranie zrealizowano w 1999 roku w RockStreet Studio w Sztokholmie – był także producentem wykonawczym jako Jerry Horwath), mieszkającej od 1981 roku w Szwecji piosenkarki Teresy Tutinas.